# Camptomyia antennata
Camptomyia antennata är en tvåvingeart som beskrevs av Ephraim Porter Felt 1920. Camptomyia antennata ingår i släktet Camptomyia och familjen gallmyggor.
Artens utbredningsområde är New York. Arten har ej påträffats i Sverige. Inga underarter finns listade i Catalogue of Life.